# Aeroporto Internacional de Narita
O Aeroporto Internacional de Narita (成田国際空港 Narita Kokusai Kuko) (IATA: NRT, ICAO: RJAA), também conhecido como Aeroporto de Tóquio-Narita e originalmente chamado como O Novo Aeroporto Internacional de Tóquio (新東京国際空港 Shin Tokyo Kokusai Kuko), é um aeroporto internacional em Narita, Chiba, Japão. O aeroporto serve a Área da Grande Tóquio.
Narita é o principal aeroporto internacional no Japão, onde ali se circula cerca de 50% do tráfego de passageiros internacionais e 60% do tráfego internacional de carga. Em 2016, Narita era o segundo aeroporto mais movimentado do Japão (depois do Aeroporto de Haneda), e com o décimo maior centro de transporte aéreo de carga do mundo.
Sua pista principal de 4 000 metros de comprimento compartilha o recorde da maior pista do Japão, na frente do Aeroporto Internacional de Kansai.
Narita serve o hub internacional da Japan Airlines, All Nippon Airways, e a Nippon Cargo Airlines, e é um hub de companhias aéreas de baixo custo como Jetstar Japan, Peach Aviation e a Vanilla Air.
Em 2016, Narita serviu mais de 39 000 563 passageiros, sendo o 48° aeroporto mais movimentado do mundo.

## História

### Construção e protestos

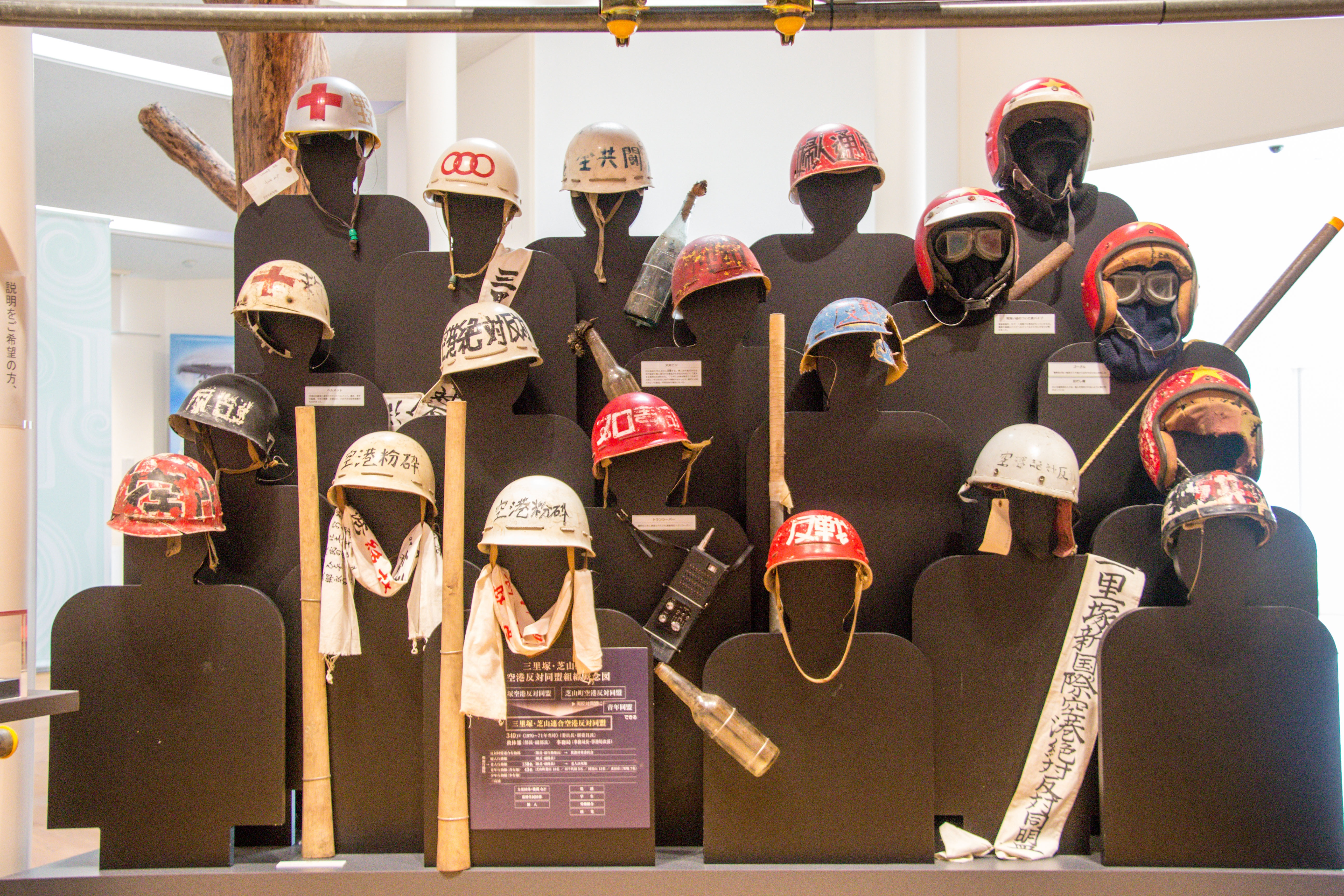
Equipamentos utilizados pelos manifestantes de Sanrizuka.

Antes da abertura do Aeroporto de Narita, O Aeroporto de Haneda era o principal aeroporto internacional do Japão. Haneda, localizada na Baía de Tóquio, perto de áreas residenciais e industriais densamente povoadas, começou a sofrer problemas de capacidade e poluição sonora no início dos anos 60, quando os Aviões a jato se tornaram comuns. O Ministério do Transporte Japonês encomendou um estudo de locais alternativos em 1963, e em 1965 selecionou um plano para construir um aeroporto de cinco pistas na vila de Tomisato. O local foi posteriormente deslocado 5 km a nordeste das aldeias Sanrizuka e Shibayama, onde a Casa Imperial tinha uma grande propriedade agrícola. Este plano de desenvolvimento foi divulgado em 1966.
O governo argumentou que um dos métodos do local era a relativa facilidade de expropriação de terras. No entanto, os moradores locais não foram consultados durante a fase inicial de planejamento e souberam da seleção do local do aeroporto através das notícias. Isto levou ao choque e raiva entre a comunidade local, que continuou por muitos anos depois disso. Embora o governo japonês possuísse eminente por domínio de lei, esse poder raramente era usado devido a uma preferência por resolver as disputas de terras consensualmente.
Na época, o movimento socialista ainda possuía força considerável no Japão, evidenciado por grandes distúrbios estudantis em Tóquio em 1960. Muitos da "nova esquerda" como Chukaku-ha se opuseram a construção do Aeroporto de Narita, raciocinando que o verdadeiro propósito para o novo aeroporto era promover o capitalismo e fornecer instalações adicionais para aeronaves militares dos EUA em caso de guerra com a União Soviética. Esses indivíduos procuraram se aliar com os agricultores locais mais conservadores que simplesmente não queriam abrir mão de suas terras para o aeroporto.
Por volta de 1966, um grupo de residentes locais, combinado com ativistas estudantis e partidos políticos da esquerda, formaram um grupo de resistência popular que permaneceu ativo até seu colapso em 1983 e eles começaram a atividade de protesto chamada Sanrizuka.  Estratégias semelhantes já haviam sido empregadas durante a era pós-guerra para bloquear a expansão da Base Aérea de Tachikawa e outras instalações militares dos EUA no Japão.  Em junho e julho de 1966, a União enviou protestos formais ao prefeito de Narita, ao governador e vice-governador da Província de Chiba  e ao gabinete do Partido Liberal Democrata  na prefeitura. Em novembro de 1967, quando o Ministério dos Transportes começou a examinar o perímetro do aeroporto, os membros dos sindicatos montaram barreiras nas estradas. O sindicato de estudantes radical de Zengakuren começou a enviar estudantes a Narita para ajudar os agricultores locais.  Durante o período Eminente, 3 policiais foram mortos por ativistas.
A Takenaka Corporation construiu o primeiro edifício do terminal, que foi concluído em 1972. A primeira pista levou mais alguns anos para ser completada devido as constantes lutas com a União e os simpatizantes, que ocuparam vários terrenos necessários para completar a pista e construíram temporariamente grandes torres no pátio. Em 1977, o governo finalmente destruiu as torres, mas 1 ativista e 1 policial foram mortos.

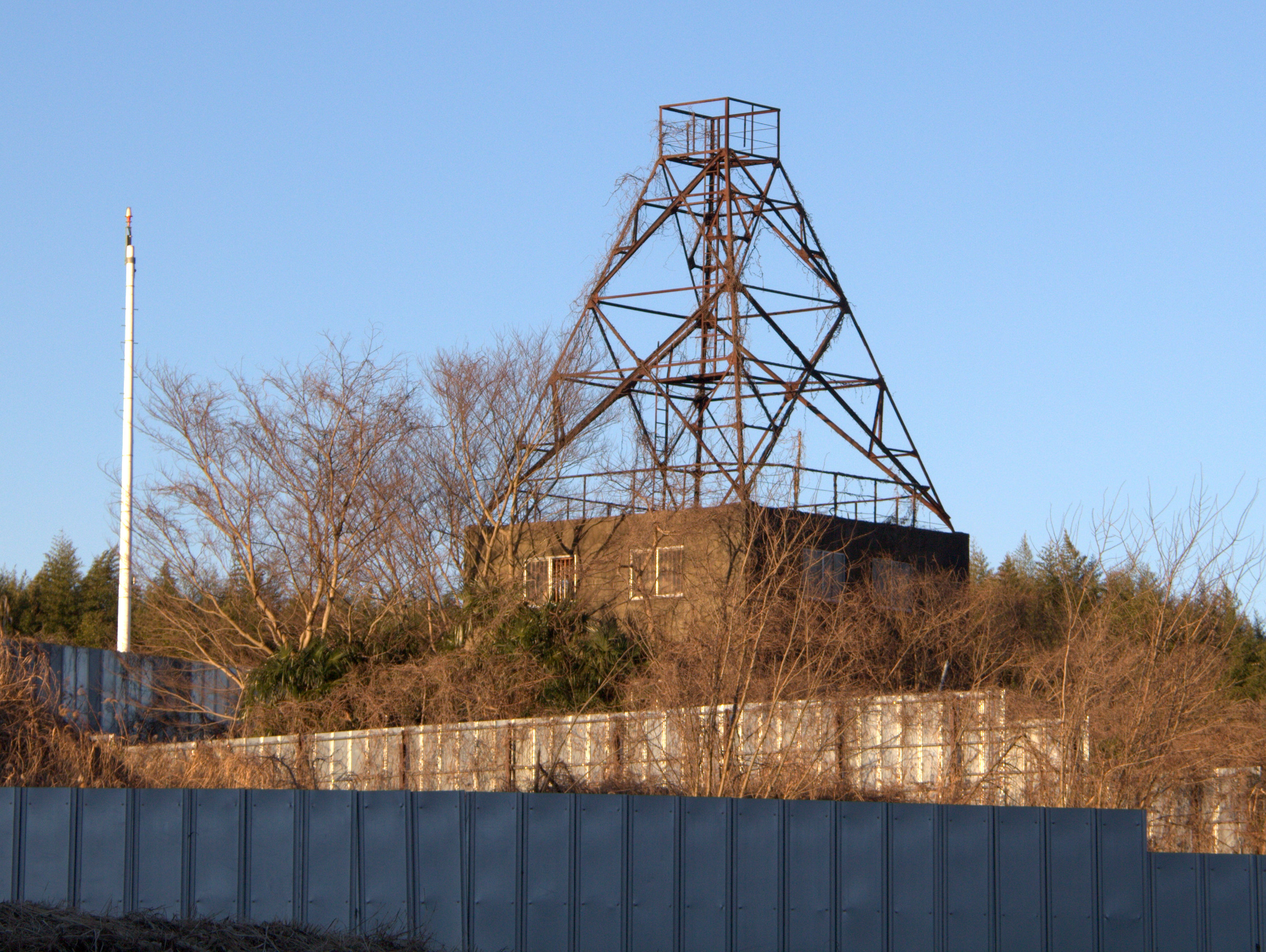
Umas das torres construída pelos manifestantes próxima ao aeroporto.

A pista foi concluída e a abertura do aeroporto era prevista para 30 de março de 1978, mas este plano foi interrompido quando, em 26 de março, um grupo de manifestantes invadiu a torre de controle e destruiu grande parte dos equipamentos, causando cerca de $ 500 000 dólares de prejuízo aos danos e fez a data de inauguração adiar para 20 de maio de 1978.
O aeroporto abriu em um alto nível de segurança. O aeroporto era cercado por cercas metálicas opacas e ignorando por torres de vigilância cheias de policiais de choque. 14 000 policiais estavam presentes na abertura do aeroporto e foram recebidos por 6 000 manifestantes. Um noticiário japonês comentou na época que "Narita se parecia muito com o Aeroporto de Saigon durante a Guerra do Vietnã". Protestantes atacaram a polícia no dia de abertura com pedras e bombas incendiárias enquanto a polícia respondia com canhões de água. Do outro lado de Tóquio, um grupo separado de manifestantes reivindicou a responsabilidade de cortar o fornecimento de energia para a instalação de controle de tráfego aéreo em Tokorozawa, que paralisou a maior parte do tráfego aéreo de Tóquio por várias horas. A Dieta Nacional aprovou um estatuto especial, o Ato de Medidas de Emergência Relativo a Preservação da Segurança do Aeroporto Internacional de Narita, proibindo especificamente a construção e o uso de edifícios para fins violentos e coercitivos relacionados ao novo aeroporto. No entanto, várias pessoas ainda foram mortas pelo terrorismo.
Os conflitos em Narita foram um fator importante na decisão de construir o Aeroporto Internacional de Kansai no mar, em terras recuperadas, em vez de tentar novamente desapropriar terras em áreas densamente povoadas.
A companhia aérea internacional do Japão, a Japan Airlines, transferiu seu principal hub internacional de Haneda para Narita, e a Northwest e a Pan Am também mudaram seus centros regionais asiáticos de Haneda para Narita. A Pan Am transferiu sua divisão do Pacífico, incluindo hub Narita, para a United em fevereiro de 1986.
A companhia aérea japonesa All Nippon Airways iniciou seus voos programados de Narita para Guam em 1986.

## Segurança
De 1978 a 2015, O Aeroporto de Narita foi o único aeroporto no Japão, onde os visitantes eram obrigados a mostrar a identificação na entrada, devido a tumultuosa história da construção do aeroporto e aos protestos violentos antes, durante e após sua abertura. Em 2012, a operadora de Narita estava considerando dispensar as verificações de segurança. Dado que o número de voos em Narita também está aumentando, as lutas contra os aeroportos foram há muito tempo, e o Aeroporto de Haneda em Tóquio se tornou um concorrente mais sério, um conselho liderado pelo governador de Chiba, Kensaku Morita, composto por funcionários do governo da província, A Narita International Airport Corporation e grupos empresariais de Narita, propuseram o desmantelamento dos cheques de identidade. A polícia da província de Chiba se opôs, afirmando que as verificações eram necessárias para detectar extremistas e terroristas.
A NAA experimentou um novo sistema de detecção de ameaças por dois meses em 2013, usando uma combinação de câmeras, detectores de explosivos, cães, e outras medidas em vez de passaportes e cheques de bagagem ao entrar no terminal. Em março de 2015, a NAA anunciou que os cheques de identificação cessariam e que o novo sistema iria ser usado para a segurança do edifício do terminal, com vigência a partir do final daquele mês.
O aeroporto de Narita foi o primeiro aeroporto japonês a abrigar scanners de ondas milimétricas. O Ministro de Terras, Infraestrutura e Transporte anunciou em março de 2010 que os testes seriam realizados em Narita de 5 a 10 de setembro de 2010. 5 tipos de máquinas seriam testadas sequencialmente fora do posto de controle de segurança da Ala Sul do Terminal 1. Os sujeitos eram os cidadãos japoneses que se voluntariaram para a triagem de julgamento, bem como a equipe de segurança do aeroporto durante as horas em que o ponto de verificação foi fechado.

## Terminais

### Terminal 1

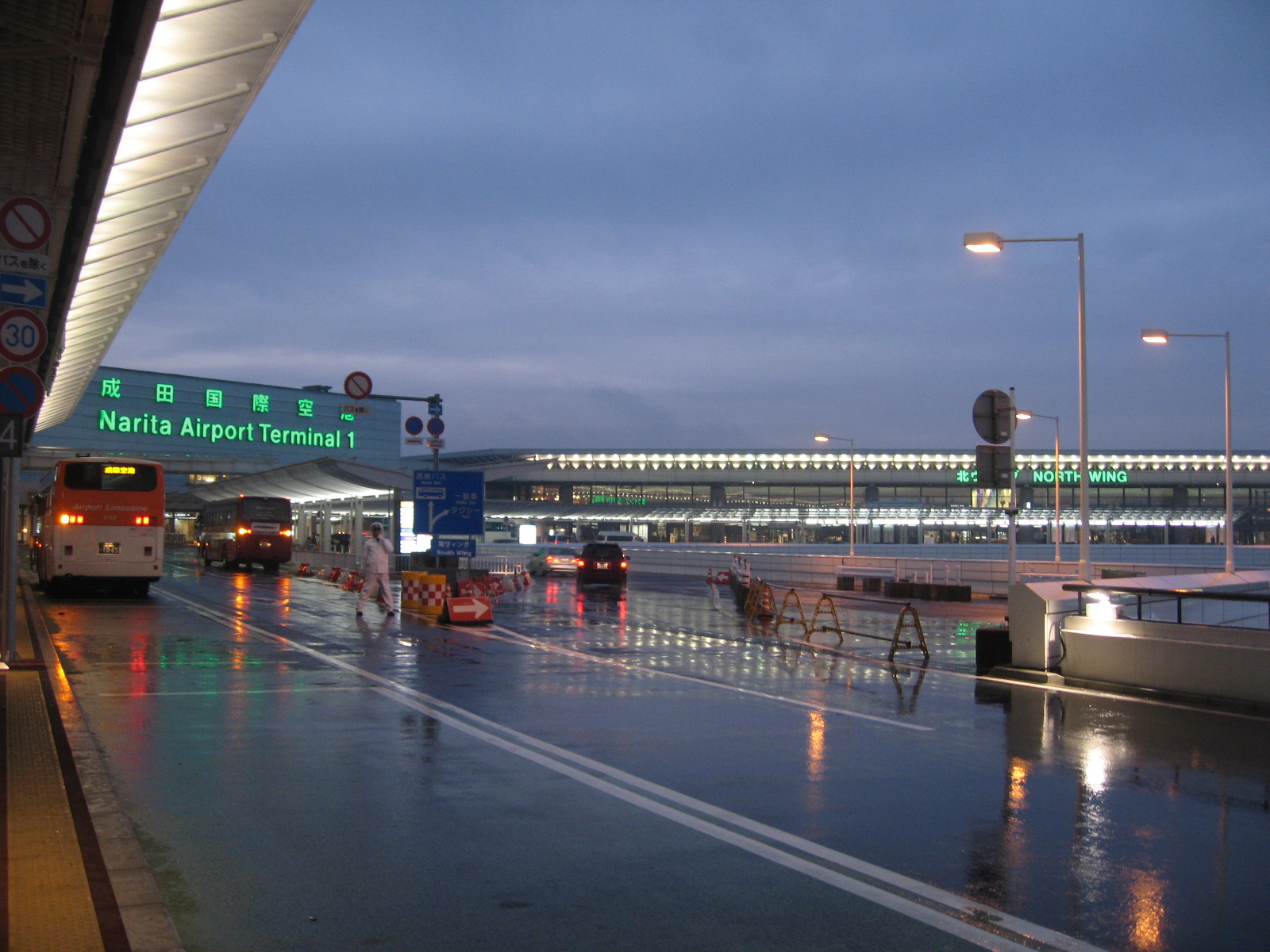
Terminal 1.

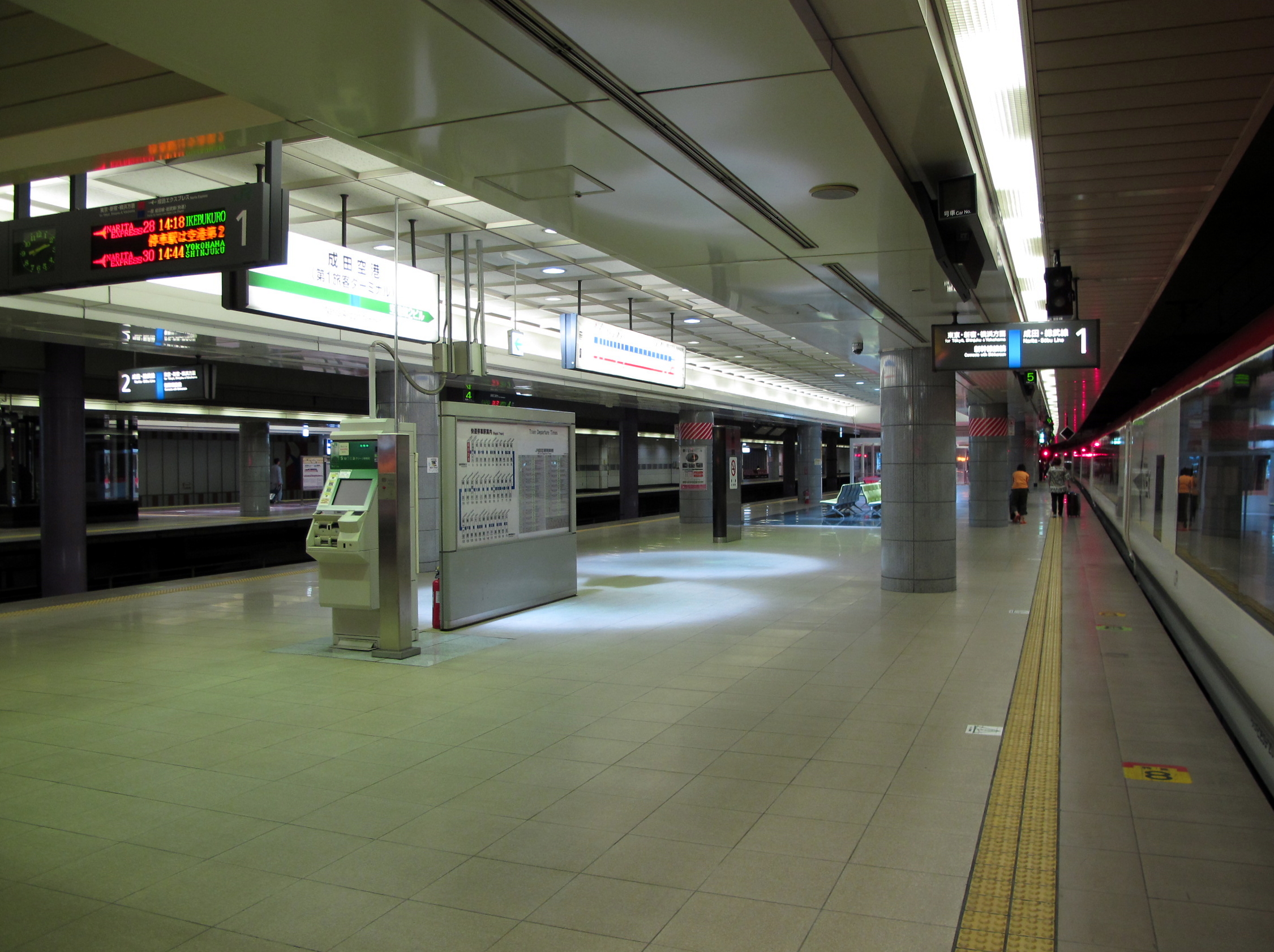
Estação de metrô do terminal 1.

#### Ala Norte
- Aeroflot-
- Aeroméxico-
- Aircalin-
- Air France-
- Alitalia-
- British Airways-
- Continental Airlines -
- Delta Air Lines-
- KLM-
- Korean Air-
- Virgin Atlantic-

#### Ala Sul
- Air Canada
- Air Japan
- All Nippon Airways
- Aloha Airlines
- Asiana Airlines
- Austrian Airlines
- EVA Air
- IBEX Airlines
- Jet Airways
- Lufthansa
- MIAT Mongolian Airlines
- Scandinavian Airlines System
- Shanghai Airlines
- Singapore Airlines
- Swiss International Air Lines
- Thai Airways International
- Turkish Airlines
- United Airlines
- Uzbekistan Airways

### Terminal 2

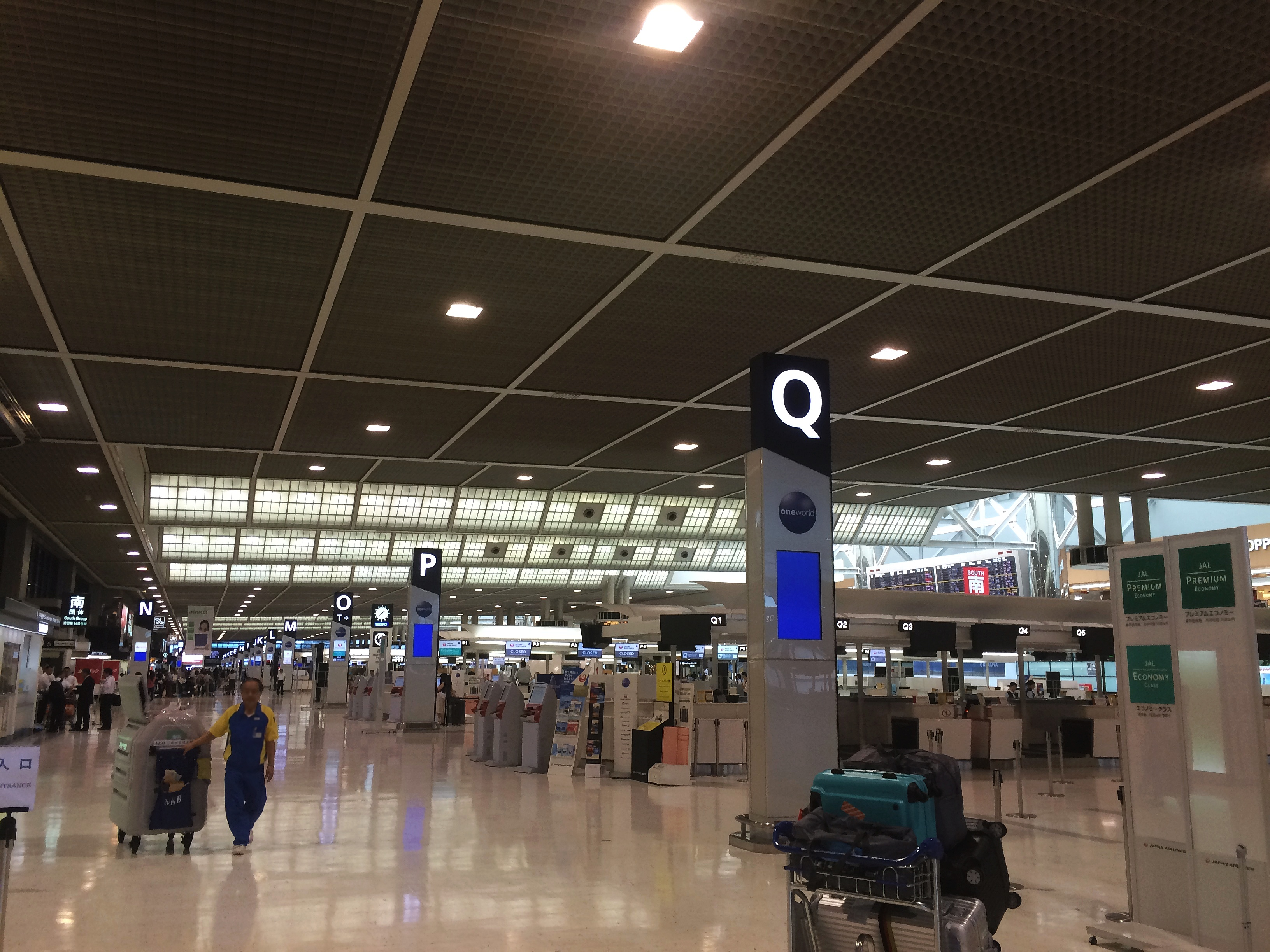
Terminal 2.

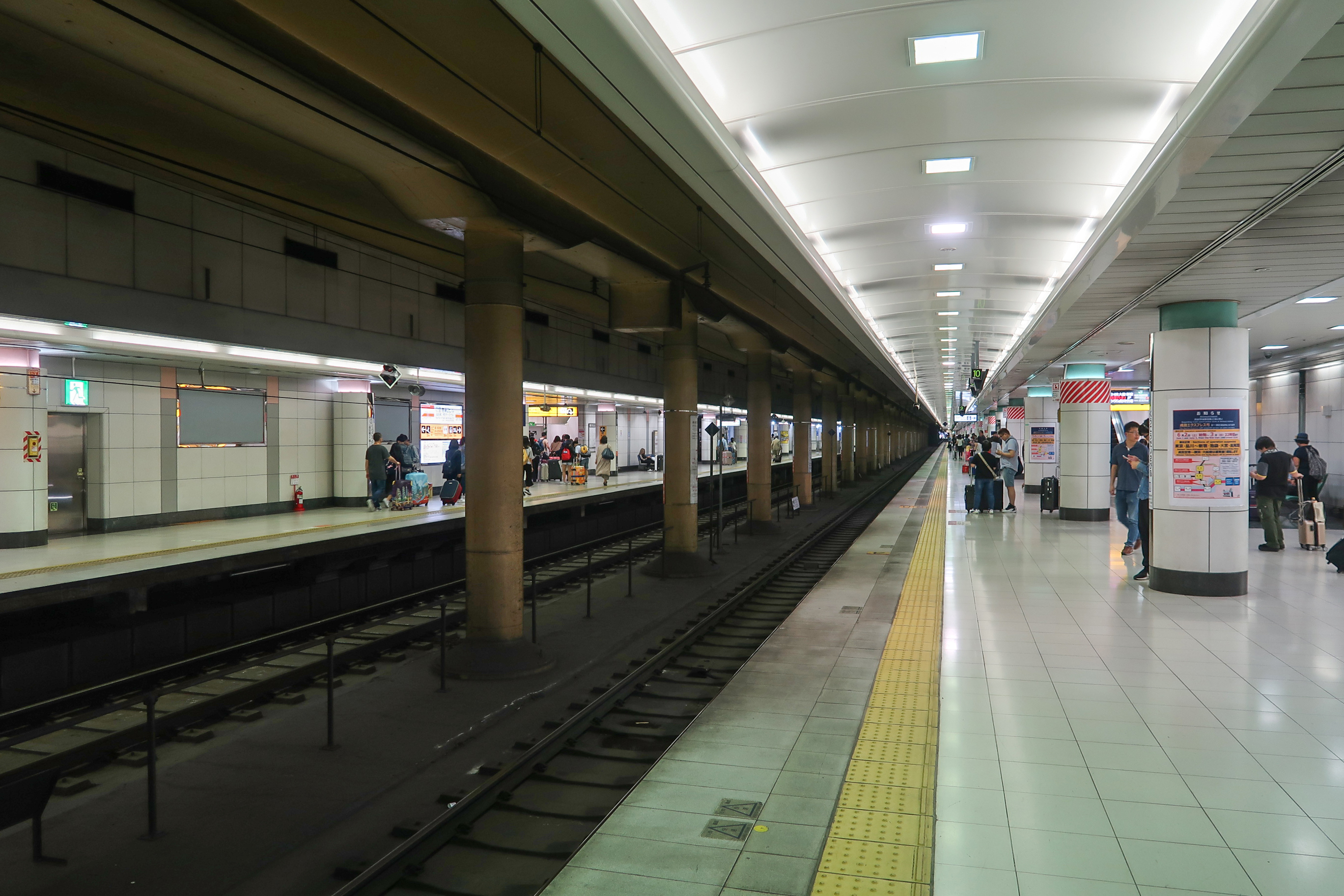
Estação de metrô do terminal 2 e 3.

- Air China
- Air India
- Air New Zealand
- Air Niugini
- Air Pacific
- Air Tahiti Nui
- American Airlines
- Cathay Pacific
- China Airlines
- China Eastern Airlines
- China Southern Airlines
- EgyptAir
- Finnair
- Garuda Indonesia
- Iberia
- Iran Air
- JAL
- Japan Airlines
- Malaysia Airlines
- Pakistan International Airlines
- Philippine Airlines
- Qantas
- SriLankan Airlines
- Vietnam Airlines
- Xiamen Airlines
- TAB Airway